# Калиновец (Сумская область)

Калиновец (укр. Калиновець) — село,
Вовнянский сельский совет,
Шосткинский район,
Сумская область,
Украина.
Население по данным 1988 года составляло 10 человек.
Присоединено к селу Вовна в 1993 году.

## Географическое положение
Село Калиновец находится в 1,5 км от села Вовна.

## История
- 1993 — присоединено к селу Вовна[1].